# Адиль-хан
Адиль-хан — один из последних уцмиев Кайтага, правление — с 1809 по 1820 год. Военно-политический деятель в истории Дагестана начала XIX века. Сын уцмия Устар-хана. Участник Кавказской войны.

## Правление
В ноябре 1809 года умер уцмий Али-хан. После него титул уцмия перешёл к его младшему брату Адиль-хану. Он был известен в Дагестане как храбрец и часто регулировал конфликты.
Новоизбранный уцмий продолжил политический курс на сохранение лояльных к России отношений, из-за чего уцмий попал в трудное положение. За это другие дагестанцы: акушинцы, цудахарцы, каракайтаги и Сурхай-хан, по соглашению готовы были идти разорять владение уцмия, а потом и табасаранцев, бывших под покровительством России. Вероятно, этим и объясняется участие сил Адиль-хана в 1810—1811 годах в разгроме Шейх-Али-хана в Кубинском ханстве.
В марте 1811 года сообщалось о благожелательном отношении Адиль-хана к Российской империи и его участии в борьбе против Шейх-Али-хана. Он попросил также удостоить его чином генерал-майора по примеру брата и назначить ему жалование в 2000 рублей серебром. Однако, несмотря на это, Шейх-Али-хан без препятствий прошёл через Кайтагские земли в Акушу, хоть и обещано было 1500 золотых червонцев за живого Шейх-Али или 700 за голову. Уцмий, бывший ему противником, даже не попытался его задержать. Видимо, уцмий желал сохранить отношения с антироссийскими дагестанскими правителями, ведя таким образом двойную игру.
В июле 1812 года генерал Хатунцов вторгается в Кайтаг и располагается у Башлы. К нему пришли старшины села и близлежащих сёл вместе с уцмием, после чего они присягнули на верность.
12 октября 1813 года был подписан Гюлистанский договор, по которому к России отходили Кубинское, Карабахское, Ширванское, Гянджинское ханства, Дагестан и другие территории. Договор первоначально не повлиял на ход жизни Кайтага, однако позже всё поменялось, так как Дагестан больше не являлся объектом внешней политики Российской империи, он стал её частью.
Уцмий, не имевший желания встречаться с русскими, распустил слух, что ещё при живом старшем брате он поклялся не посещать земли под покровительством России и долго придерживается этой клятвы, что не даёт ему принять предложение о встрече, но он готов был встретиться с ними на своих землях. Русские же подозревали уцмия в сговоре с Шейх-Али-ханом и другими противниками России.
Адиль-хан, конфликтуя со своими родственниками, делал всё для того, что возвести на трон после себя Хан-Магомеда, его старшего сына. Уцмий женил его на шамхальской дочери. Он репрессирует своих племянников Амир-Гамзу и Бой-Балу, которые претендовали на трон. Племянники убежали к аварскому хану, который был противников уцмия. Так же он настроил против себя и башлынцев и крупные массы кайтагцев. После этого уцмий обратился к русским ввести отряд в Башлы, чтобы восстановить свою власть, он обещая платить за это 5 000 червонцев ежегодно и отдать сына аманатом в Дербент.
Антироссийские дагестанские правителя готовили всеобщее восстание. Ермолов предложил уцмию перегородить дорогу им дорогу и дал понять, что племянники, живущие в Аварии, имеют не меньше прав на титул уцмия, чем Адиль-хан и его дети. Уцмий в башлынском сражении на стороне дагестанцев не участвовал, боясь испортить отношения с русскими. Однако он и не стал препятствовать прохождению повстанцев через Кайтаг. Такое поведение злило русское командование и вызывало сильное недоверие.
Адиль-хан попросил помощи у Ермолова, чтобы лучше противостоять угрозе дагестанских повстанцев, и попросил вернуть ему сына Хан-Магомеда, который был заложником в Дербенте.
Русские сообщали, что акушинцы и аварцы, которым помогают и кайтагцы, укрепляются в Хан-Мамед-кале, уцмий же даже пообещал осторожно помочь им так, чтоб это не повредило его сыну. Генерал-майор Пестель выбил противников из Хан-Мамед-калы, сжёг её вместе с ближними сёлами и Башлы, жители которого забрали свой скот и имущество и бежали. Уцмий так и не выступил на помощь повстанцев, боясь за сына.
Хан-Магомед, будучи под арестом, попытался бежать и этим развязать руки отцу, однако безуспешно. Антироссийское восстание в Кайтаге возглавили племянники уцмия Амир-Гамза и Ибах-бек.

### Выступление против России
После попытки побега Хан-Магомеда ждал суд. Уцмий встретился с генералом Мадатовым около Дербента. В честь уцмия был устроен пышный пир. В конце встречи ему был отдан сын и даны подарки. Уцмий пообещал помощь в усмирении восстания, выслал часть отряда. Позже он удалился в Верхний Кайтаг и оттуда написал Мадатову:
Я к тебе являлся только для освобождения сына, теперь возьми мои земли; жертвую ими, потому что не хочу иметь над собой старшего
Узнавший о восстании дяди Амир-Гамза, перешёл на сторону русских и пришёл к Мадатову, которые передали ему власть в Кайтаге.
Мадатова известили, что в Башлы стоят около трёх тысяч восставших, в числе которых кайтагцы и каба-даргинцы, подкрепляемые Адиль-ханом, а также силы Абдуллы-бека Ерсинского.
В октябре Мадатов напал на Башлы и выбил противников. Адиль-хан отвёл войско к Маджалису и с подкреплением от акушинцев, укрепился в местности Самси, в котором собралось войско в 4 000 солдат. Мадатов пошёл на Янгикент, где была резиденция уцмия, спланировав, что Адиль-хан пойдёт её спасать. Всё пошло по плану: уцмий бросил позиции и отправился к Янгикенту, у которого его войско было разбито, дом снесён, а село сожгли. Адиль-хан бежал в Акушу.
26 января 1820 года в обращении к кайтагскому народу Ермолов заявил, что уцмийский род лишён достоинства наследственных правителей Кайтага. Теперь правители назначаются императором. В остальном управление остаётся таким же. Управление он временно поручил Амир-Гамзе. Великент был назначен местопребыванием русского пристава.
Уцмийский род, как символ самостоятельной государственности народа Кайтаг-Дарго, перестал существовать. С ним перестало существовать и само государство — Кайтагское уцмийство, которое на протяжении многих веков являлось одним из сильных и влиятельных государственных образований Дагестана и которое играло наиболее заметную, а часто и ведущую, роль во всех политических процессах Дагестана и вносившее, таким образом, свою немалую долю в сохранение целостности и политического единства Дагестана на протяжении всей своей многовековой истории.
Муртазаев А.О.

## Деятельность в подполье, убийство
Адиль-хан бежал в Акуша-Дарго, где получил убежище в селении Герх-махи.
Бывший уцмий пытался вернуть власть в уцмийстве, вернувшись в Верхний Кайтаг и агитируя людей к восстанию. Русские власти получали данные об этом и беспокоились, так как сёла Верхнего Кайтага находились в труднодоступных местах. Для предотвращения восстания они запланировали ликвидировать Адиль-хана.
После смерти Шейх-Али-хана Адиль-хан пытался наладить контакт с русскими, посредником стал Амир-Гамза. Тот, зная о покушении, которое готовится на Адиль-хана, хладнокровно готовился к исполнению этого плана. Русские выяснили, что Адиль-хан каждую весну жил в Верхнем Кайтаге, а также иногда наведывался втерекеменские сёла. Меры русских по его поимке оказались безуспешны. Они решили прибегнуть к Амир-Гамзе, которому Адиль-хан доверял. Состоялась их встреча.
По официальной версии, при встрече Адиль-хан, прощаясь с племянником, попытался того убить, но Амир-Гамза среагировал и выстрелил в грудь. Их приверженцы начали перестрелку. Сына Адиль-хана ранили в ногу, однако он сумел уйти. Согласно другой версии, старший брат Амир-Гамзы, сосланный в Сибирь Хан-бала, узнал, Амир-Гамза занимает высокую должность, и послал Амир-Гамзе два ружейных кремня и письмо, где умолял отомстить Адиль-хану. Русский пристав дал понять, что они были бы только рады, если тот умрёт. В этот момент Адиль-хан попросил Амир-Гамзу о помощи.
Труп Адиль-хана доставили в Янгикент и 4 октября 1822 года похоронили с почестями.

В феврале 1824 года за оказанную помощь Ермолов назначил Амир-Гамзу наибом в Башлы. Ермолов также писал Хан-Магомеду:
«Ведите жизнь кроткую, удаляйтесь от желаний иметь какоелибо влияние на прежних подданных отца Вашего. Навеки уничтожено достоинство уцмия. Заслугами одними снискивать должны благоволение справедливого правительства».